# Gut Walterskirchen
Gut Walterskirchen este o arie protejată (sit de importanță comunitară — SCI) din Austria întinsă pe o suprafață de 32 ha, integral pe uscat.

## Localizare
Centrul sitului Gut Walterskirchen este situat la coordonatele 46°37′10″N 14°11′50″E / 46.6194°N 14.1972°E.

## Înființare
Situl Gut Walterskirchen a fost declarat sit de importanță comunitară în martie 2000 pentru a proteja 32 de specii de animale.

## Biodiversitate
Situată în ecoregiunea alpină, aria protejată conține 9 habitate naturale: Ape puternic oligomezotrofe cu vegetație bentonică cu Chara spp., Lacuri și iazuri distrofice naturale, Liziere de ierburi înalte hidrofile de câmpie și de nivel montan până la alpin, Fânețe de joasă altitudine (Alopecurus pratensis, Sanguisorba officinalis), Turbării active, Mlaștini turboase de tranziție și turbării mișcătoare, Mlaștini calcaroase cu Cladium mariscus și specii de Caricion davallianae, Mlaștini alcaline, Mlaștini împădurite.
La baza desemnării sitului se află mai multe specii protejate:
- păsări (24): fluierar de munte (Actitis hypoleucos), pescăruș albastru (Alcedo atthis), rața moțată (Aythya fuligula), Aythya marila, rață roșie (Aythya nyroca), buhai de baltă (Botaurus stellaris), erete de stuf (Circus aeruginosus), ciocănitoare neagră (Dryocopus martius), egretă albă (Egretta alba), șoim călător (Falco peregrinus), cufundar polar (Gavia arctica), cufundar mic (Gavia stellata), sfrâncioc roșiatic (Lanius collurio), pescăruș sur (Larus canus), pescăruș râzător (Larus ridibundus), rață catifelată (Melanitta fusca), ferestraș mic (Mergus albellus), ferestrașul mare (Mergus merganser), stârc de noapte (Nycticorax nycticorax), vultur pescar (Pandion haliaetus), cormoran mare (Phalacrocorax carbo), ciocănitoare verzuie (Picus canus), corcodel mare (Podiceps cristatus), corcodel-cu-gât-roșu (Podiceps grisegena)
- amfibieni (2): izvoraș-cu-burta-galbenă (Bombina variegata), Triturus carnifex
- mamifere (2): liliac comun (Myotis myotis), liliacul mic cu potcoavă (Rhinolophus hipposideros)
- nevertebrate (2): carabus variolosus nodulosus (Carabus (variolosus) nodulosus), Vertigo moulinsiana
- pești (2): Chalcalburnus chalcoides, boarță (Rhodeus amarus)

Pe lângă speciile protejate, pe teritoriul sitului au mai fost identificate 13 specii de plante, 3 specii de păsări, 1 specie de amfibieni, 20 de specii de nevertebrate, 1 specie de pești, 1 specie de reptile.